# Lodovico Barassi
Lodovico Barassi (Milano, 3 ottobre 1873 – Milano, 6 febbraio 1961) è stato un giurista italiano, che ha influito in modo fondamentale "sulla formazione ed il consolidamento delle strutture del diritto del lavoro".

## Biografia
Ha insegnato alle Università degli Studi di Perugia, Genova e Bari. In seguito ha lavorato all'Università Cattolica del Sacro Cuore di Milano, dove è stato professore ordinario di Diritto civile e incaricato di Diritto del lavoro dal 1928 al 1942.
Introdusse l'idea che le leggi sul lavoro fossero applicabili al lavoro subordinato e che questo dovesse essere individuato dalla eterodirezione da parte del datore di lavoro, in contrapposizione all'organizzazione del lavoro da parte dello stesso lavoratore caratteristica del lavoro autonomo. 
Fra i contributi di Barassi al diritto civile, possiamo ricordare, a titolo meramente d'esempio, la sussumibilità dei diritti sulle opere dell'ingegno entro lo schema del diritto di proprietà.

## Scritti
- Il contratto di lavoro nel diritto positivo italiano, Milano, 1901.
- Il contratto di lavoro nel diritto positivo italiano, 2ª ed., Milano, 1915.
- Il diritto del lavoro, Milano, 1957.
- "I diritti reali nel nuovo codice civile", Milano, 1943-XXI